# Људски фактор
„Људски фактор” је југословенски ТВ филм из 1978. године. Режирао га је Душан Анђић а сценарио је написао Јосип Пејаковић.

## Улоге
| Глумац           | Улога  |
| ---------------- | ------ |
| Божо Радовановић | Божо   |
| Алекса Вујиновић | Цртани |
| Заим Музаферија  | Сафо   |
| Јосип Пејаковић  | Гаро   |
| Русмир Агачевић  |        |
| Алија Аљевић     |        |
| Томислав Гелић   |        |
| Ранко Гучевац    |        |
| Анђелко Шаренац  |        |
| Драган Сувак     |        |
| Муберета Зечевић |        |